# Thomas Feuerstein

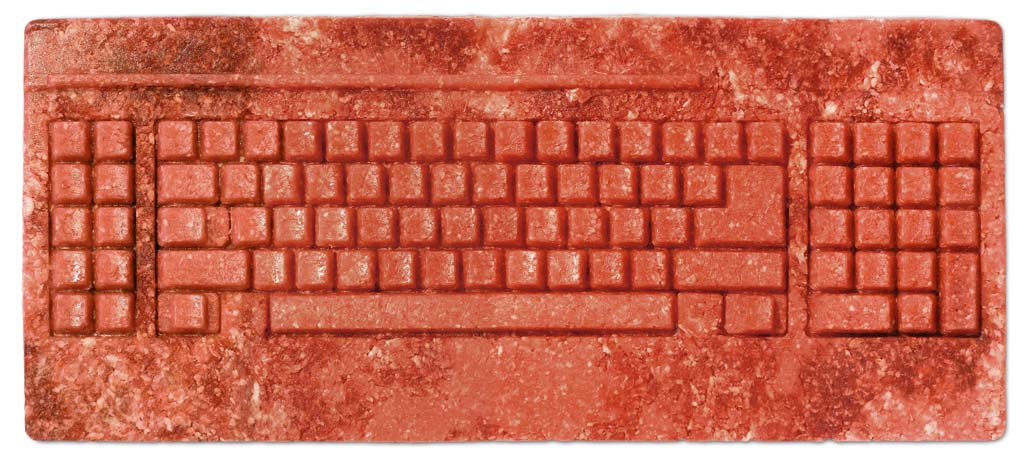
Thomas Feuerstein: Arbeit am Fleisch, 2005, Hackfleisch

Thomas Feuerstein (* 29. November 1968 in Innsbruck) ist ein österreichischer Konzept- und Medienkünstler, Kunsttheoretiker sowie Autor. Seine Arbeiten befinden sich u. a. in Sammlungen des Mumok Wien, MAC Lyon und ZKM Karlsruhe und wurden in Einzelausstellungen u. a. im Leopold Museum in Wien, in der Galerija Kapelica in Ljubljana, im Frankfurter Kunstverein, Chronus Art Center in Shanghai, der ERES-Stiftung in München, im Kunstraum Dornbirn sowie auf Biennalen in Moskau, Lyon und Guangzhou gezeigt. Feuerstein lebt und arbeitet in Wien.

## Leben
Thomas Feuerstein studierte von 1987 bis 1995 Kunstgeschichte und Philosophie an der Universität Innsbruck. Von 1992 bis 1994 gab er gemeinsam mit Klaus Strickner die Zeitschrift Medien.Kunst.Passagen heraus. 1992 gründete er das Büro für intermedialen Kommunikationstransfer und den Kunstverein medien.kunst.tirol. 1992 und 1993 arbeitete er an Forschungsaufträgen zum elektronischen Raum sowie zu Kunst und Architektur. Ab 1997 erhielt er Lehraufträge und Gastprofessuren an der Universität für angewandte Kunst Wien, der Hochschule für Musik und Theater Bern, der F+F Schule für Kunst und Mediendesign Zürich, der Fachhochschule Vorarlberg Studiengang Intermedia, dem Mozarteum Salzburg und der Universität Innsbruck. Von 2020 bis 2023 belegte er die Professur für „Künstlerische Diskurse“ am Institut für experimentelle Architektur der Universität Innsbruck.

## Werk
Feuersteins Arbeiten und Projekte realisieren sich in unterschiedlichen Medien. Sie umfassen Installationen, Environments, Bio Art, Objekte, Zeichnungen, Malereien, Skulpturen, Fotografien, Videos, Hörspiele und Netzkunst und beziehen algorithmische und biochemische Prozesse ein, wobei spezifische Materialitäten eine zentrale Rolle spielen. Materialien finden sowohl als Träger von Bedeutungen und Narrationen, als auch in Form von Werkstoffen Verwendung und werden letztendlich zu Akteuren der Kunst.
Im Grenzbereich von Natur, Kunst und Wissenschaft setzen Feuersteins Werke Kreisläufe der Bedeutungs- und Möglichkeitsproduktion in Gang, die Unterscheidungen zwischen Natur und Kultur, Subjekt und Objekt dekonstruieren. Wesentliche Aspekte bilden dabei das Zusammenspiel sprachlicher, visueller und materieller Elemente, das Aufspüren latenter Verknüpfungen zwischen Fakten und Fiktionen sowie die Verschränkung zwischen Kunst und Wissenschaft. Feuerstein entwickelte hierfür die künstlerische Methode der „Konzeptuellen Narration“.
Seine Projekte und Ausstellungen können als eine „Art Bio-Punk“ beschrieben werden, „auf der Höhe neuester Medien- und Technologieentwicklungen und auf der Suche nach transhumanen Figurationen oder umgekehrt: Suche nach dem Verbleib des Menschen und der natürlichen Objekte und Lebewesen in den heutigen hochtechnischen Environments“.

## Digitale Arbeiten

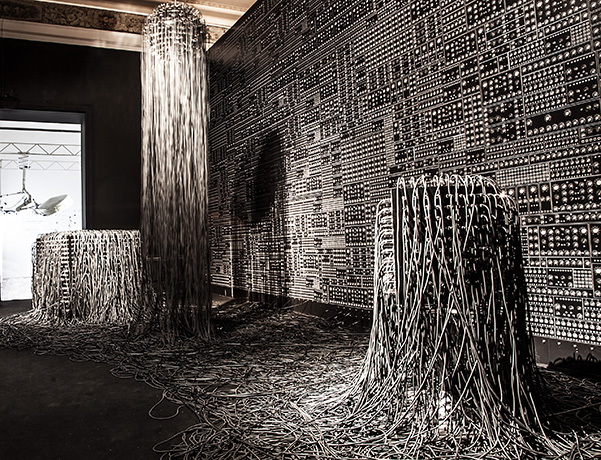
Thomas Feuerstein: DAIMON, Ausstellungsansicht Demons in the Machine, MMOMA Moskau, 2018

Seit den frühen 1990er Jahren untersuchen Feuersteins Arbeiten den Wandel von Kultur, Alltag und Kunstproduktion durch Informations- und Biotechnologien. Die Veränderungen von Autorschaft und menschlichem Subjektstatus durch Maschinen, Software und Datennetze bilden den Ausgangspunkt digitaler Projekte. In der Netzwerkinstallation Hausmusik (1993) werden von Reuters bereitgestellte Börsennotierungen in Echtzeit in Musiknoten transponiert und von Roboterinstrumenten zur Aufführung gebracht. Die Arbeit Proustmaschine (1994) generiert Agenturmeldungen der Austria Presse Agentur mit Hilfe eines Künstliches neuronales Netz zu einem endlosen Roman, der Schreiben und Lesen unter posthumanen Konditionen verdeutlicht.
Die Installation Borgy & Bes (2018) animiert zwei OP-Lampen auf Basis künstlicher neuronaler Netze. Sie diskutieren in der Sprache Dostojewskis über Technologie und Phänomene künstlicher Intelligenz. Dostojewskis Roman Die Dämonen bildet die Grundlage des Dialogs und verweist auf Feuersteins universelles Interesse an einer neuen Daimonologie, die ausgehend vom griechischen daímōn Philosophie, Wissenschaftsgeschichte, Kybernetik und maschinelles Lernen einbezieht.
Daimon  (2007), eine Netzwerkinstallation animierter Objekte übersetzt von Kaspersky Lab detektierte Cyberangriffe im Internet physisch und akustisch in Bewegungen und Töne.
Im Kontext der Daimonologie steht Manifest (2009), eine geschnitzte Hand, die unsichtbar gesteuert über die Wand gleitet und mit einem Kohlestift globale Risikobewertungen der Versicherungsbörse Lloyd’s of London zu einer Wolke verdichtet.

## Biotechnologische Arbeiten

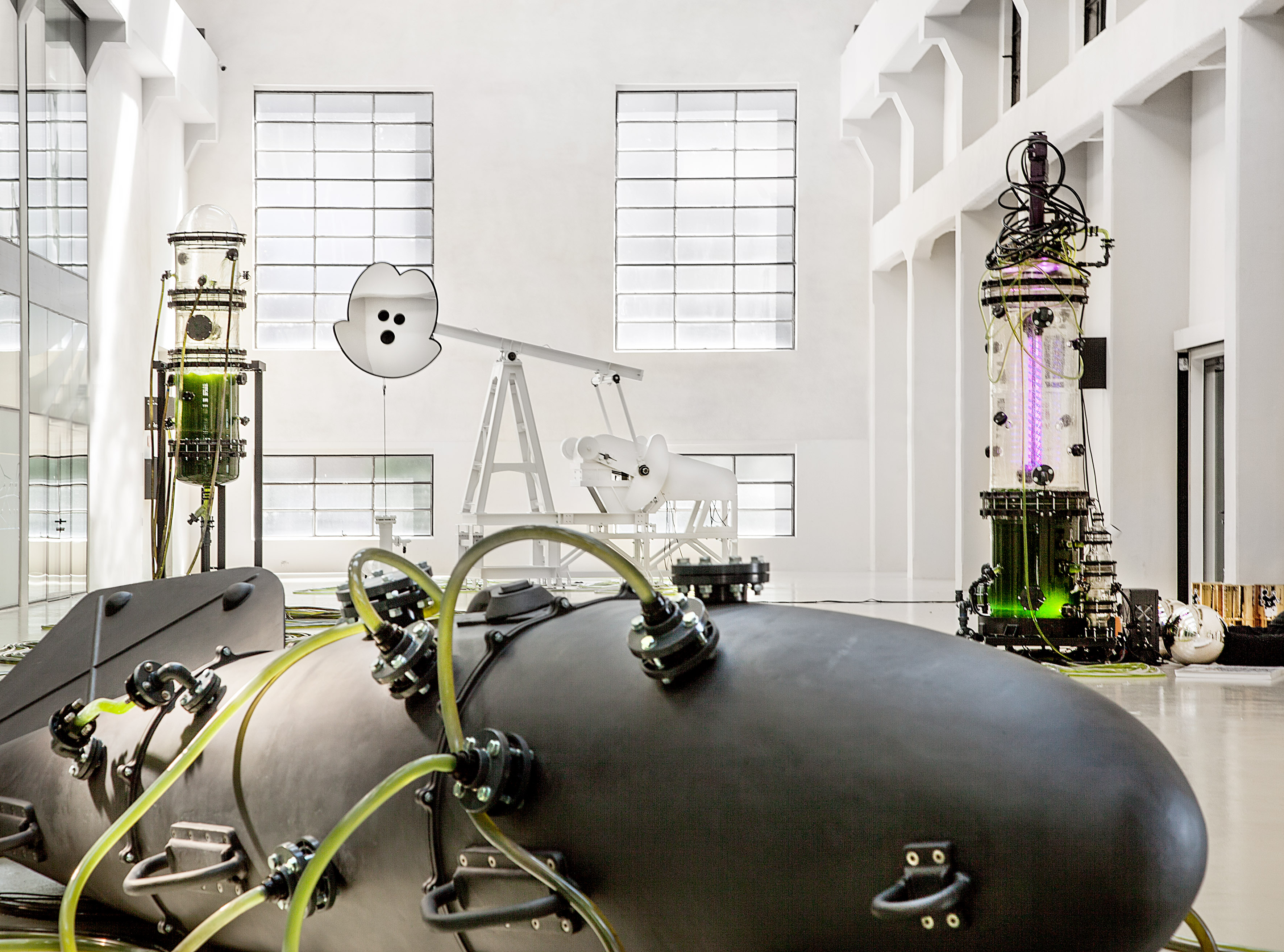
Thomas Feuerstein: METABOLICA. MOBY DICK, Ausstellungsansicht Museion/NOI Bozen, 2023

Die Einbeziehung realer Prozesse in künstlerische Werke findet sich bei Feuerstein sowohl in digitalen als auch biotechnologischen Arbeiten. Durch Informations- und Biotechnologien bedingte Transformationen von Natur und Kultur stehen im Mittelpunkt des Projektes Biophily (1993–2002), das von Recherchen und Performances u. a. in Daressalam, Windhoek, Los Angeles, Mumbai und Bishkek begleitet wurde. In Indien ließ sich Feuerstein von einem hinduistischen Priester mit einem Gummibaum verheiraten. Die DNA des Künstlers wurde in Folge mittels Genkanone in das Genom der Pflanze injiziert, um einen transgenen Organismus bzw. ein Plantimal zu kreieren.
Körperzellen des Künstlers, die u. a. einer In-vitro-Kultivierung künstlicher Haut (Onko Shirt) (1998) dienen, Bakterien, Algen, Pilze und Myxomyceten werden ab den späten 1990er Jahren Teil einer künstlerischen Praxis, die in enger Kooperation mit Wissenschaftlerinnen entwickelt wird. Die prozessuale Skulptur Pancreas (2012) spaltet mit Hilfe von Bakterien die in Büchern von Hegels Phänomenologie des Geistes enthaltene Zellulose in Glucose, um menschliche Gehirnzellen in einem gläsernen Bioreaktor zu ernähren.
Die Marmorskulptur Prometheus Delivered (2017) wird kontinuierlich von chemolithoautotrophen Bakterien zersetzt und in ihrer Form verändert. Gleichzeitig dienen die aus den Bakterien extrahierten Nährstoffe der Kultivierung menschlicher Leberzellen: „anorganischer Stein verwandelt sich in organisches Fleisch.“
Mikroalgen, insbesondere die als Modellorganismus fungierende Grünalge Chlorella vulgaris, sind Bestandteil von Feuersteins Manna-Maschinen. Sie wachsen in gläsernen Skulpturen und oft kilometerlangen Schlauchsystemen und liefern als zelluläre Fabriken Stoffe für biochemische Prozesse. In den Ausstellungen Psychoprosa (2015–2016) wurde die Aminosäure Tyrosin aus Algen gewonnen und für die chemische Synthese der psychotropen Substanz PSILAMIN genutzt, die Feuerstein als „kleinste Skulptur der Welt“ bezeichnet.
Das Projekt Metabolica (seit 2017) nutzt Chlorella vulgaris zur Produktion von Fettsäuren, um daraus bakteriell den Biokunststoff Polyhydroxybutyrat (PHB) zu erzeugen. Der Kunststoff stellt das Material für Skulpturen und 3D-gedruckten Objekte bereit, die partiell von den Bakterien in gläsernen Fermentern erneut abgebaut werden. Die Bakterien werden zu Kollaborateuren des Bildhauers, indem sie als „Steinbruch und Meißel“ agieren. Algen und Bakterien werden zu Protagonisten einer prozessual und molekular verfassten Geschichte, die einen Wandel von der Petrochemie zur Biochemie erzählt. Das künstlerische Narrativ erweitert Bereiche des Literarischen und Ikonischen und bringt biologische und molekulare Prozesse zum Sprechen: Kunst „geht über Symbole hinaus und schafft "Metabole", die nicht nur illustrieren und kommentieren, sondern auch handeln.“

## Kataloge
- Thomas Feuerstein, Klaus Strickner (Hrsg.), Medien.Kunst.Passagen. Heft 2/92, Künstlerheft: Arbeiten 1988 - 1992, Passagen Verlag, Wien 1992, ISSN 1019-4193.
- Thomas Feuerstein, Mathias Fuchs, Klaus Strickner, Mia Zabelka (Hrsg.), Hausmusik, Triton, Wien 1993, ISBN 3-901310-08-8.
- Thomas Feuerstein (Hrsg.)‚ System-Daten-Welt-Architektur Triton, Wien 1995, ISBN 3-901310-25-8.
- Thomas Feuerstein (Hrsg.)‚ Biophily. Better dead than read (Buch und CD-ROM), Triton, Wien 2002, ISBN 3-85486-085-4.
- Herbert Fuchs (Hrsg.): Thomas Feuerstein. Biogreen, Skarabaeus, Innsbruck 2002, ISBN 3-7082-3105-8.
- Romana Schuler (Hrsg.): Thomas Feuerstein. fiat::radikale individuen – soziale genossen’’, Triton, Wien 2003, ISBN 3-85486-182-6.
- Klaus Thoman (Hrsg.): Thomas Feuerstein. Outcast of the Universe, Schlebrügge, Wien 2006, ISBN 3-85160-072-X.
- Kreis 55 (Hrsg.), Thomas Feuerstein. Verbale, Innsbruck 2007.
- Herbert Fuchs, Klaus Thoman (Hrsg.), Thomas Feuerstein. POEM., SCHLEEBRÜGGE.EDITOR, Wien 2011, ISBN 978-3-902833-08-2.
- Andreas Braun (Hrsg.), Thomas Feuerstein. FLY ROOM, Innsbruck 2011.
- Hans-Peter Wipplinger (Hrsg.): Thomas Feuerstein. TRICKSTER, snoeck, Köln 2012, ISBN 978-3-86442-031-3.
- Alois Bernsteiner (Hrsg.): Thomas Feuerstein. FUTUR II, Schlebrügge, Wien 2014, ISBN 978-3-902833-51-8.
- Uwe Göbel (Hrsg.), Thomas Feuerstein. Die dritte Dimension, Verlag Hubert Kretschmer, München 2015, ISBN 978-3-923205-83-7.
- Beate Ermacora (Hrsg.), Thomas Feuerstein: Psychoprosa, snoeck, Köln 2015, ISBN 978-3-86442-124-2.
- Silvia Höller (Hrsg.), Thomas Feuerstein: Apologie der Schwebe, RLB Kunstbrücke, Innsbruck 2017.
- Sabine Adler (Hrsg.), Thomas Feuerstein: PROMETHEUS DELIVERED, ERES-Stiftung, München 2018, ISBN 978-3-00-058106-9.
- Thomas Häusle (Hrsg.), Thomas Feuerstein: CLUBCANNIBAL, Verlag für moderne Kunst, Wien 2018, ISBN 978-3-903269-03-3.
- Adam Bencard, Martin Grünfeld, Jens Hauser, Louise Whitley (Hrsg.), STOFSK(R)IFTER. Metabolic Machines, Medical Museion, Kopenhagen 2020, ISBN 978-87-992170-3-8.

## Publikationen
- Marc Mer, Thomas Feuerstein, Klaus Strickner (Hrsg.), Translokation. Der ver-rückte Ort, Triton, Wien 1994, ISBN 3-901310-04-5
- Thomas Feuerstein, Romana Schuler (Hrsg.), Medien.Kunst.Passagen. Heft 2/94, ‚Teletopologie Österreich. Materialien zu einer Kunst im elektronischen Raum, Passagen Verlag, Wien 1994, ISSN 1019-4193.
- Christoph Bertsch, Stefan Bidner, Thomas Feuerstein, Ernst Trawöger (Hrsg.), Diskurs der Systeme (z.B.), Triton, Wien 1997, ISBN 3-901310-39-8
- Gerhard J. Lischka, Thomas Feuerstein (Hrsg.), Media-made. Wie kommen wir uns nahe?, Wienand, Köln 2001, ISBN 3-87909-763-1
- Gerhard J. Lischka, Thomas Feuerstein (Hrsg.), Selbstdarstellung, Benteli, Bern 2003, ISBN 3-7165-1329-6
- Stefan Bidner, Thomas Feuerstein (Hrsg.), Raymond Pettibon (DVD), Verlag der Buchhandlung Walher König, Köln 2003, ISBN 3-88375-752-7
- Stefan Bidner, Thomas Feuerstein (Hrsg.), Sample Minds. Materialien zur Samplingkultur, Verlag der Buchhandlung Walher König, Köln 2004, ISBN 3-88375-787-X
- Stefan Bidner, Thomas Feuerstein (Hrsg.), Plus ultra. Jenseits der Moderne?/Beyond Modernity?, Revolver, Frankfurt/Main 2005, ISBN 3-86588-129-7

## Auszeichnungen
- 2006 RLB Kunstpreis
- 2010 Tiroler Landespreis für zeitgenössische Kunst
- 2019 Österreichischer Kunstpreis für Medienkunst[15]
- 2024 Dagmar Chobot Skulpturenpreis[16]